# تقاضای پیچ خوردگی
تقاضای پیچ خوردگی در منحنی خطی است. توجه داشته باشید که چگونه هزینه‌های اضافی می‌تواند بین MC1 و MC3 بدون کمیت موازی متعادل و تغییر هزینه‌ها نوسان داشته باشد. نظریه منحنی تقاضای پیچ خوردگی یک نظریه اقتصادی تولید کالا توسط افراد و شرکت‌های معدودی و صاحب انحصاران می‌باشد. زمانی‌که ایجاد شد، ایدهٔ اساسی عقاید کلاسیک اقتصادی به چالش کشیده شد مانند کارآمدی بازار و سرعت سریع تغییرات هزینه‌ها، ایده‌هایی که دربردارنده منبع اساسی و مدل‌های تقاضا می‌باشد. این تقاضای پیچ خوردگی تلاش ابتدایی برای توضیح دادن هزینه هاست.

## نظریه
منحنی تقاضای «پیچ خوردگی» و منحنی‌های سنتی تقاضا مشابه با چیزی هستند که به سمت پائین هستند. اینها توسط یک خمیدگی محدب در خمیدگی پیچ خوردگی شناسایی می‌شوند؛ بنابراین، اولین مشتق در نقطه غیر تعریف شده‌است و باعث ناپیوستگی جهشی در منحنی حاشیه‌ای سود می‌شود.
نظریه کلاسیکی اقتصادی به تولیدکنندهٔ سود بیشینه با قدرت بازار است که هزینه‌های حاشیه‌ای را برابر با سود حاشیه‌ای قرار می‌دهد. این ایده می‌تواند به صورت ترسیمی توسط تقاطع یک منحنی هزینه‌ها باید به سمت بالا و منحنی حاشیه‌ای سود به سمت پائین رسم شود. (زیرا هر چه فروش بیشتر باشد، هزینه‌ها باید کمتر باشد، بنابراین تولیدکننده در هر واحدی کمتر بدست می‌آورد) در نظریهٔ کلاسیکی، هر تغییر در ساختار هزینه‌های حاشیه‌ای (چه مقدار برای ایجاد واحدهای اضافی صرف شده‌است) یا ساختار حاشیه‌ای سود (چه مقدار مهم برای هر واحد اضافی پرداخت می‌کنند) فوراً در هزینه‌های جدید بازتاب می‌شود. این امر نتیجه‌ای دارد که اگر «پیچ خوردگی» وجود داشته باشد، روی نخواهد داد. به دلیل این ناپیوستگی جهشی در منحنی سود حاشیه‌ای، هزینه‌های حاشیه‌ای می‌توانند بدون تغییرات ضروری هزینه‌ها و با کمیت تغییر کنند.
انگیزهٔ فراسوی این پیچ خوردگی ایده‌ای است که در بازار رقابتی انحصاری و شرکت‌ها و موسسات هزینه‌ها را افزایش نمی‌دهد، زیرا حتی یک افزایش کم در هزینه‌ها هر گونه مشتری را از دست می‌دهد. هر چند که، حتی یک کاهش کم در هزینه‌ها هم دوباره فقط مشتری‌های کمی را بدست خواهد آورد زیرا چنین اقدامی شروع به جنگ هزینه‌ها توسط دیگر مؤسسات می‌کند منحنی بنابراین برای افزایش و کاهش هزینه‌ها مرتجع می‌باشد.

## قاعده سازی
در مقاله بدوی مربوط به تقاضای پیچ خوردگی در سال‌های تقریباً ۱۹۳۹ نوشته شده‌است. پائول سویزی از دانشگاه هاروارد «نیاز تولید کالا را تحت موقعیتهایی» منتشرساخته است، سویزی بحث می‌کند که منحنی نیاز محصول برای بازارهای تولید کالا و توسعهٔ منحنی نیاز پیچ خوردگی نیست. روبرت لوهال و کارلز جی. هیتچ از دانشگاه آکسفورد رفتار تجاری و نظریهٔ هزینه نوشته‌اند که بیانگر ایده‌ای مشابه اما شامل تست‌گیری‌های تجربی شامل بررسی تجاری از ۳۹ پاسخ دهنده در صنعت ساخت و ساز می‌باشد. هال و هیتچ فرضیه‌ای را برای جایگاه ابتدایی هزینه‌ها قرار داده‌اند، این امر توضیح می‌دهد که چرا «پیچ خوردگی» در منحنی جائیکه هست، قرارگرفته‌است. مبنای آن‌ها بر اساس اندیشهٔ «هزینه‌های کامل» هزینه‌های حاشیه‌ای هر واحد به علاوهٔ درصدی از هزینه‌های اضافی یا هزینه‌های ثابت دریک درصد اضافی برای سود است. اینان تأکید بر اهمیت سنت صنعت در تاریخ و در تعیین این هزینهٔ ابتدایی دارند، سپس اشاره داشته‌اند که «اکثریت مؤسسان شرکت‌ها فکر می‌کنند که هزینه‌ها بر اساس هزینه‌های میانگین به هزینه‌های در دست است چیزی که باید مطالبه شود.»

## انتقادها
بعضی دیگر مانند جورج استیلگر در مقابل این نیاز پیچ خوردگی بحث می‌کنند. مخالفت ابتدایی او در کارهای بخش اقتصادی دانشگاه استندفورد توسط نویسندگان المور، کواتر، والزو و دیگران خلاصه شده‌است.
اقتصاددانان جدید کلاسیک، که توسط جورج استیگر رهبری می‌شوند، برای بی‌اعتباری مدل‌های نیاز پیچ خوردگی کار می‌کرده‌اند. در ابتدا استیگر بحث می‌کند که مدل‌های نیاز پیچ خوردگی مفید نیستند، همان‌طور که مدل‌های هال و هیتیچ پدیده‌ای را توضیح می‌دهد و قابل پیش‌بینی نیست. سپس او توضیح می‌دهد که آنالیز نیاز پیچ خوردگی فقط بیانگر این است که چرا هزینه‌ها سخت باقی‌مانده‌اند و مکانیسمی را که بیانگر پیچ خوردگی نیست را توضیح نمی‌دهند و اینکه چگونه پیچ خوردگی می‌تواند مطاالبه هزینه‌ها را تغییر دهد. همچنین استیگر مشخص می‌سازد که این مدل ضروری می‌باشد زیرا نظریهٔ شیکاگو تاکنون شامل آگاهی برای هزینه‌های کوتاه مدت است که با توجه به نظم یا ناموثر بودن بروکراسی در بازار است.

## اصطلاحات همزمان
مدل‌ها و نظریه‌های فعل و انفعال استراتژیکی جایگزین نیاز پیچ خوردگی برای توضیح دارند جا به جایی هزینه‌ها می‌باشد.